# David B.
Pour les articles homonymes, voir Beauchard.
David B., nom de plume de Pierre-François Beauchard, né le 9 février 1959 à Nîmes, est un auteur français de bande dessinée.
Cofondateur de L'Association, il est principalement connu pour son récit autobiographique en six volumes L'Ascension du Haut-Mal (1996-2003) et pour ses bandes dessinées fantastiques.

## Biographie
Pierre-François Beauchard naît le 9 février 1959 à Nîmes.
Après avoir étudié à l'École supérieure des arts appliqués Duperré à Paris, il commence à travailler dans le domaine de la bande dessinée en 1985 (Pas de samba pour capitaine Tonnerre) en signant David Beauchard. Il réalise des histoires dans de nombreux magazines, comme Okapi, (A SUIVRE) (Zèbre, déjà signée sous le nom de David B.), Tintin Reporter et Chic. Son style original noir et blanc est notamment influencé par Georges Pichard et Jacques Tardi[réf. souhaitée].
En 1990, il fonde avec six autres auteurs la maison d'édition L'Association. Il a alors adopté la signature David B.
En 1992, il s'installe à l'Atelier Nawak avec Lewis Trondheim, Christophe Blain, Jean-Christophe Menu, Didier Tronchet suivi de Joann Sfar, et Fabrice Tarrin, puis, en 1995, il fait partie des fondateurs de l'Atelier des Vosges avec la plupart des auteurs de l'Atelier Nawak mais également Frédéric Boilet, Emmanuel Guibert, Marjane Satrapi et Marc Boutavant. Cette mouvance d'auteurs est surnommée en France, dans les années 1990, la « nouvelle bande dessinée »
Il publie de nombreuses histoires dans la revue Lapin entre 1996 et 2002.
Entre 1996 et 2003, il crée L'Ascension du Haut Mal, une série autobiographique de six tomes consacrée notamment à la maladie de son frère aîné, épileptique. Saluée par la critique (par exemple Lire), cette série est nommée plusieurs fois au Festival d'Angoulême : en 2000, le quatrième tome reçoit l'Alph'art du meilleur scénario et en 1998 et 2004, les tomes 2 et 6 sont nommés pour le prix du meilleur album. Il gagne, avec le 6e volume, le prix international de la Ville de Genève en 2003.
À la suite des divergences éditoriales et de la tension grandissante au sein de l'Association, il quitte la maison d'édition en 2005. Il y reviendra en 2011 et intégrera le comité de lecture.
Le thème de la mort est très présent dans l'ensemble de son travail. David B. l'explique par son enfance marquée par les crises d'épilepsie de son frère ; chaque crise était vécue comme une petite mort.
En 2008, David B. obtient, pour l'ensemble de son œuvre, le prix Grand Boum-Ville de Blois, décerné par le festival bd BOUM et il présente sa première exposition personnelle à la galerie Anne Barrault à Paris. Dans le même temps, il rencontre l'historien Jean-Pierre Filiu aux « Rendez vous de l'histoire de Blois » et de cette collaboration va naître Les Meilleurs ennemis (à partir de 2011), un roman graphique en trois tomes portant sur les rapports entre États-Unis et Moyen-Orient.
En 2012, épaulé par le dessinateur Hervé Tanquerelle, il s'attaque à l'histoire du Gang des postiches avec la parution de l'album Les Faux Visages (Futuropolis).
En 2014, il est annoncé que la BD L'Ascension du Haut Mal fera l'objet d'une adaptation pour un long métrage d'animation.
En 2018, il écrit le scénario du 37e tome d'Alix Veni Vidi Vici avec le dessinateur Giorgio Albertini à l'occasion du 70e anniversaire de la naissance de la série.

## Albums
- Pas de samba pour Capitaine Tonnerre (scénario), avec Legan (dessin), Glénat, 1985.
- Le Timbre maudit, Bayard Presse, 1986.
- Les Leçons du nourrisson savant, Éditions du Seuil :

1. Les Leçons du nourrisson savant, 1990.
2. Le Nourrisson savant et ses parents, 1990.

- La Bombe familiale, L'Association, coll. « Patte de Mouche », 1991.
- David B. 2000, L'Association, coll. « Patte de mouche », 1991.
- Le Cheval blême, L'Association, coll. « Ciboulette », 1992.
- Le Cercueil de course, L'Association, coll. « Patte de mouche », 1993.
- Le Nain jaune, Cornélius :

1. Tome 1, 1993.
2. Tome 2, 1993.
3. Tome 3, 1994.
4. Tome 4, 1994.
5. Tome 5, 1994.

- Le Livre somnambule, Automne 67, 1994.
- Le Messie discret, dans Le Retour de Dieu, Autrement, coll. « Histoires graphiques », 1994.
- Pré St-Gervais, dans Périphéries, L'Association, cadeau-adhérents, 1994.
- Une page dans Raaan, L'Association, cadeau-adhérents, 1994.
- Les 4 Savants, Cornélius :

1. Tome 1, 1996.
2. Tome 2, 1997.
3. Tome 3, 1998.

- L'Ascension du Haut Mal, L'Association, coll. « Éperluette » :

1. Tome 1, 1996.
2. Tome 2, 1997.
3. Tome 3, 1998.
4. Tome 4, 1999.
5. Tome 5, 2000.
6. Tome 6, 2003.

- Le Tengû carré, Dargaud, coll. « Roman BD », 1997.
- Un strip dans Hommage à M. Pinpon, L'Association, cadeau-adhérents, 1997.
- Un thé avec la peur, L'Association, cadeau-adhérents coll. « Patte de vœux », 1997.
- Hiram Lowatt & Placido (scénario), avec Christophe Blain (dessin), Dargaud :

1. La Révolte de Hop-Frog, 1997.
2. Les Ogres, 2000.

- Siwa, dans L'Association en Égypte, L'Association, coll. « Éperluette », 1998.
- Maman a des problèmes (dessin), avec Anne Baraou (scénario), L'Association, coll. « Patte de mouche », 1999.
- Les Incidents de la nuit, L'Association, coll. « Mimolette » :

1. Tome 1, 1999[11].
2. Tome 2, 2000.
3. Tome 3, 2002

- Strangers in the night, dans Comix 2000, L'Association, 1999.
- Deux pages dans Le Rab de Comix 2000, L'Association, cadeau-adhérents, 1999.
- La Ville des mauvais rêves : Urani (scénario et dessin) avec Joann Sfar (scénario et dessin), Dargaud, 2000[12].
- Le Capitaine écarlate (scénario), avec Emmanuel Guibert (dessin), Dupuis, coll. « Aire Libre », 2000[13].
- Participation à Lapins, L'Association, cadeau-adhérents, 2000.
- La Lecture des ruines, Dupuis, coll. « Aire Libre », 2001[14].
- Les Chercheurs de trésors, Dargaud :

1. L'Ombre de Dieu, 2003[15].
2. La Ville froide, 2004.

- Dedalus, Coconino Press, 2003.
- Participation à Dix, Drozophile, 2003.
- Babel, Vertige Graphic, coll. « Ignatz » :

1. Babel, 2004.
2. Babel 2, 2006.

- Leonora (scénario), avec Pauline Martin (dessin), Denoël, coll. « Denoël Graphic », 2004.
- Zèbre, Tartamudo, 2005.
- Les Complots nocturnes, Futuropolis, 2005.
- Le Jardin armé et autres histoires, Futuropolis, 2006.
- Par les chemins noirs, Futuropolis :

1. Les Prologues, 2007.
2. Les Fantômes, 2008.

- Terre de feu (scénario), avec Hugues Micol (dessin), Futuropolis :

1. L'Archer rouge, 2008.
2. Les Noctambules, 2009.

- Roi Rose, Gallimard, 2009.
- Journal d'Italie, Delcourt, coll. « Shampooing » :

1. Trieste Bologne, 2010  (ISBN 978-2-7560-0931-5).
2. Hong Kong Osaka, 2018  (ISBN 978-2-7560-2466-0).

- La Lecture des ruines, Dupuis, coll. Aire Libre, 2011.
- Participation à Quoi !, L'Association, 2011  (ISBN 978-2-84414-438-6).
- Les Meilleurs Ennemis - Une histoire des relations entre les États-Unis et le Moyen-Orient (dessin), avec Jean-Pierre Filiu (scénario), Futuropolis[7],[8] :

1. Première partie 1783-1953, 2011[16].
2. Deuxième partie 1953-1984, 2014.
3. Troisième partie 1984-2013, 2016.

- Les Faux Visages : Une vie imaginaire du Gang des Postiches (scénario), avec Hervé Tanquerelle (dessin), Futuropolis, 2012  (ISBN 978-2-7548-0129-4).
- Les Incidents de la nuit, L'Association, coll. « Ciboulette » :

1. Les Incidents de la nuit 1, 2012  (ISBN 978-2-84414-445-4). Réédition des trois tomes précédemment parus.
2. Les Incidents de la nuit 2, 2013  (ISBN 978-2-84414-483-6).

- Hâsib et la Reine des serpents - Un conte des mille et une nuits, Gallimard, coll. « Fétiche » :

1. Première partie, novembre 2015  (ISBN 9782070631254)
2. Seconde partie, août 2016  (ISBN 9782070578764)

- Participation à René Magritte vu par…, Centre Pompidou / Actes Sud, septembre 2016  (ISBN 9782330065959)
- Alix (scénario), avec Giorgio Albertini (dessin), Casterman :

1. Veni Vidi Vici, septembre 2018  (ISBN 978-2-203-16184-9).
2. Le Dieu sans nom, octobre 2020  (ISBN 978-2-203-19678-0).

- Le grand banditisme, David B. (dessin) et Jérôme Pierrat (scénario), Bruxelles/Paris, Le Lombard, Coll. « La petite Bédéthèque des savoirs », 2018[17].
- Nick Carter et André Breton : Une enquête surréaliste, Soleil, coll. « Noctambule », 2019  (ISBN 978-2-302-07898-7).
- Le Mort Détective, L'Association, 2019  (ISBN 978-2-84414-748-6).
- Donjon Monsters t. 13 : Réveille-toi et meurs (dessin) avec Joann Sfar et Lewis Trondheim (scénario), Delcourt, 2020  (ISBN 978-2-413-02274-9).

## Récompenses
- 1997 : prix Jacques Lob.
- 2000 : Alph-Art du scénario au festival d'Angoulême pour L'Ascension du Haut Mal t. 4.
- 2005 :  Prix Ignatz du Meilleur auteur (Ignatz Award for Outstanding Artist) pour L'Ascension du Haut Mal et Babel.
- 2007 : 
  - Prix Château de Cheverny de la bande dessinée historique pour Par les chemins noirs ;
  -  Prix Sproing de la meilleure bande dessinée étrangère pour L'Ascension du Haut Mal.
- 2008 : 
  - « Grand Boum-Ville de Blois » décerné par le festival bd BOUM ;
  -  Prix Max et Moritz de la meilleure publication de bande dessinée importée pour L'Ascension du Haut-Mal.
- 2016 :  Prix Urhunden du meilleur album étranger pour L'Ascension du Haut-Mal.